# Herpes labial
Herpes labial é uma infeção causada pela vírus da herpes simples que afeta principalmente os lábios. Os sintomas mais comuns são dor ardente seguida pela formação de pequenas bolhas ou úlceras. O primeiro episódio pode também ser acompanhado de febre, garganta inflamada e aumento de volume dos gânglios linfáticos. As lesões geralmente curam-se no prazo de 10 dias, embora o vírus permaneça dormente no nervo facial. O vírus pode-se reativar periodicamente, dando origem a episódios recorrentes de lesões na boca ou nos lábios.
A causa é geralmente o vírus da herpes simples do tipo 1 (VHS-1) e em alguns casos do tipo 2 (VHS-2). A infeção é normalmente transmitida entre pessoas por contacto directo não sexual. Os episódios de lesões podem ser desencadeados por exposição à luz solar, stresse psicológico ou período menstrual. O contacto directo entre órgãos genitais pode resultar em herpes genital. O diagnóstico baseia-se geralmente nos sintomas, mas pode ser confirmado com exames específicos.
As medidas de prevenção incluem evitar beijar ou usar os objetos pessoais de uma pessoa infetada. O óxido de zinco e pomadas anestésicas ou antivirais aparentam diminuir ligeiramente a duração dos sintomas. Os antivirais podem ainda diminuir a frequência dos episódios de lesões.
Em cada ano, cerca de 2,5 em cada 1000 pessoas são afetadas por episódios de lesões de herpes labial. Cerca de 33% das pessoas afetadas por um primeiro episódio desenvolve novos episódios de forma recorrente. A idade mais comum para o desenvolvimento da condição é antes dos 20 anos de idade, com cerca de 80% dos indivíduos a desenvolver anticorpos para o vírus por volta desta idade. Em pessoas com episódios recorrentes, estes geralmente ocorrem menos de três vezes por ano. Na maior parte dos casos, a frequência dos episódios diminui progressivamente ao longo do tempo.